# 首页

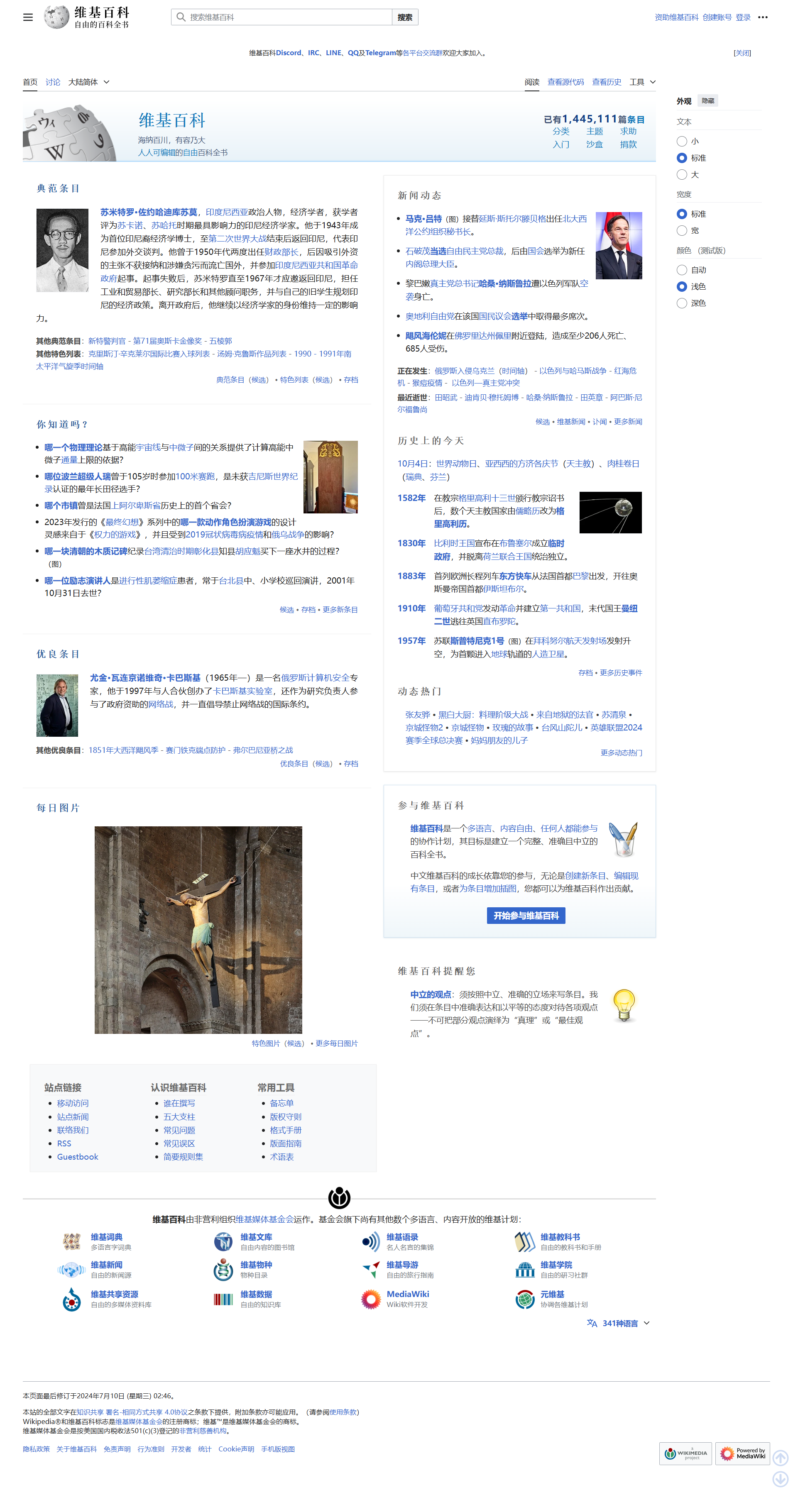
中文（中国大陆）语言下中文维基百科的首页

首页或主页（英語：home page或homepage）是计算机术语，各网站的主要网页——一般是指访问一个应用程序启动时始终显示在网站或网页浏览器中的一个或多个初始网页等画面存在的站点，在这种解释里亦稱起始页（英語：start page）。从更广泛的意义上说，主页被视为互联网网站的一个名称，专指网站本身。
首页通常提供位于页面层次结构底部的关于网站所有者和内容的信息，可能被分成不同的部分。首页大部分都位于页面层次结构的顶部（第一页），可能按节排列。多语制网站通常为多种可用语言提供一个主页或是一个网站提供多个可用语言的超链接列表。
跨国公司的主页有时包含到其子公司简单的地方超链接列表。还可以在地方超链接找到每个可用语言的超链接列表，并且可以自动检测访问者的语言，而通常在主页本身也中可以找到语言超链接（多语制）。
在内容可能会令人感到不适的网页里，首页通常会出现警告和邀请该访问网站，要么进入，要么离开。在以广告为导向的首页和一些较小的首页上，有时会有一个分散注意力的介绍动画。为了节省时间，它通常是可以绕过、跳过的。最后，在所有主要网站上，页面入口也是页面招待处。
通常，网站上的每个页面都有一个到主页的超链接，无论页面在哪里，都可以很容易地返回。根据三次连点规则，访问者必须能够通过主页上最多三个超链接访问网站的任何页面。

## 建立目的
首页一般是用户通过网址访问一个网站时所看到的首个页面，用于吸引访问者的注意，該網站的重點訴求呈現，通常也起到登陆页的作用。为使用户能访问网站的其他页面，首页会提供网站的重要页面及新文章的链接，并且常常有一个搜索框。例如，新闻网站可能会有一个用于反映最新最热的新闻的动态首页，它呈现热门新闻的提要和第一段，并提供通往全文的链接。
尽管大多数网站只有唯一的首页，但其实一个网站可以有多个首页。例如，维基百科的首页除wikipedia.org、www.wikipedia.org之外，还有en.wikipedia.org和zh.wikipedia.org等。

### 网站结构
虽然有的网站只有单独的一个页面，但绝大多数网页包含首页与内容页。首页的URL地址通常类似于http://www.example.com/index.html或http://www.example.com/default.html。其中，www 为网站的三级域名、example 为网站的二级域名、com为网站的顶级域名。但如果用户省略了其中的 index.html 或default.html，服务器还是会将他们带入相应网页，比如http://www.example.com/和http://example.com/index.html就都通往example.com的首页。这是因为index.html被保持在服务器目录的最高级别。
如果一个网站的index.html没有被创建，在其安全设置允许的情况下，许多网页服务器会默认地展示一个由网站目录定位的文件列表，通常包含着到各个文件的超链接和简单的文件共享功能，但不会有单独的索引文件。也就不会产生更好的网页效果。

### 瀏覽器主頁
首页有时也指用户打开网页浏览器后所进入的第一个网页，即起始页。起始页既可以是网站，也可以是各种功能页面——例如，它可以展示用户经常去的网站的缩略图。多数网页可被设为起始页，某些网站，例如 Msn.com、My Yahoo!、hao123和iGoogle（现已终止服务）等的设计就是为了被设置为初始页，通过它们，可以发Webmail、看天气预报等。

## 其它
个人主页也常被称作首页，尽管它们可能包含很多页面。
在德语中，“首页”常作为“网站”的同义词。
在浏览器环境外，首页一词也常被使用，比如，它常指移动设备如手机的主界面。